# San Mango d'Aquino
San Mango d'Aquino er en by i Calabrien, Italien med 1.442 (2023) indbyggere.